# Matići (Vrbovsko)
Pour les articles homonymes, voir Matići.
Matići est une localité de Croatie située dans la municipalité de Vrbovsko, comitat de Primorje-Gorski Kotar. En 2001, la localité comptait 17 habitants.

## Démographie
| 1948 | 1953 | 1961 | 1971 | 1981 | 1991 | 2001 |
| ---- | ---- | ---- | ---- | ---- | ---- | ---- |
| 36   | 34   | 43   | 25   | 27   | 19   | 17   |